# Čarodějnické procesy

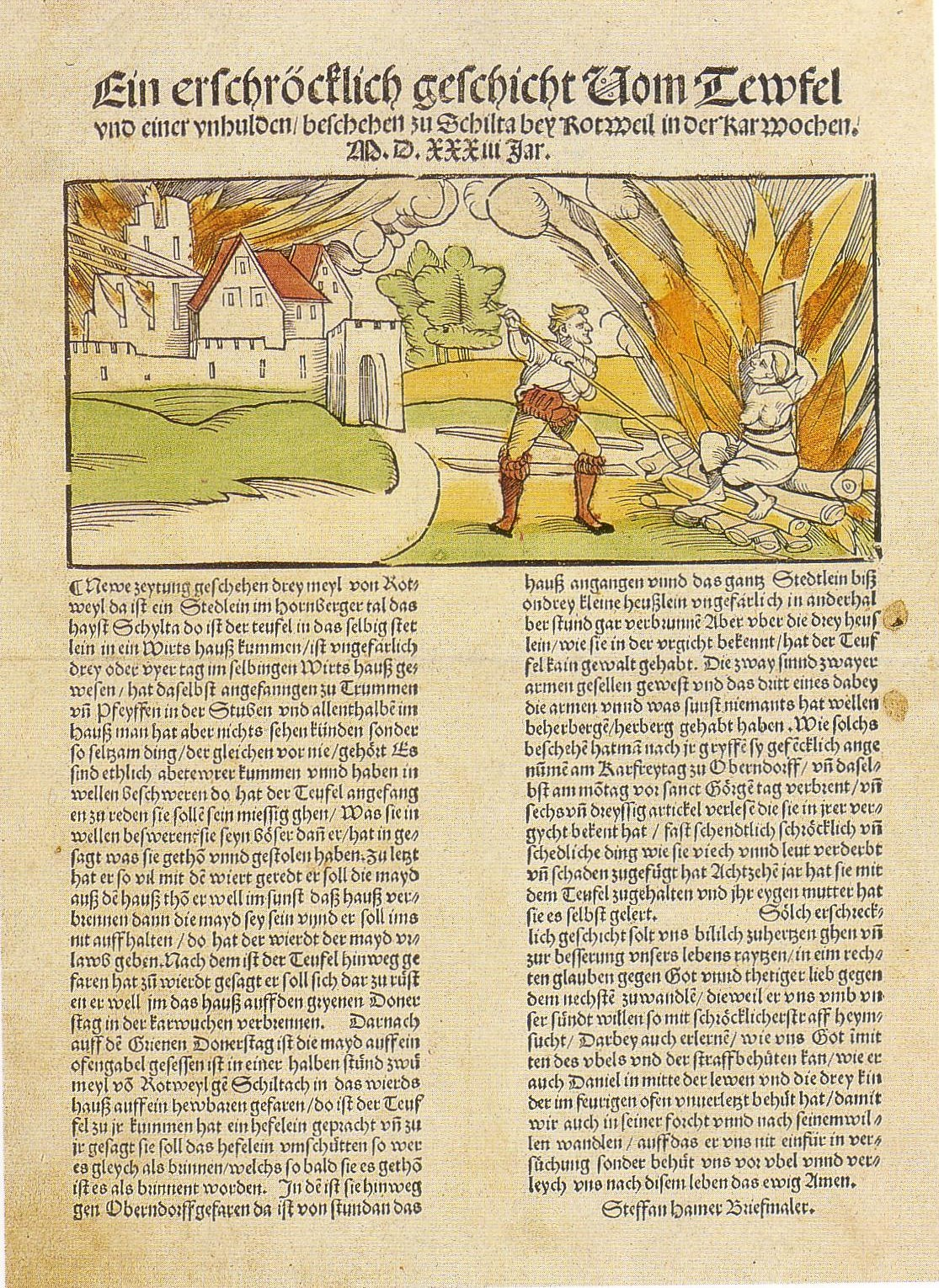
Leták se zprávou o upálení odsouzené čarodějnice v německém Schiltachu v roce 1531

Čarodějnickými procesy se rozumí světské a církevní trestní jednání proti čarodějnicím a čarodějům (kouzelníkům). Jedná se o historický jev, který trval od 15. do 18. století, prováděný jak katolickými, tak protestantskými vrchnostmi. Odhaduje se, že během raně novověkých čarodějnických procesů mezi lety 1450 až 1750 bylo v Evropě a koloniální Americe popraveno 35 000 až 100 000 lidí (většinou žen; do těchto případů je však započítáno i travičství – příprava jedu byla považována za čarodějnictví), mnohé odhady však hovoří až o 200 000 nebo 500 000. Další lidé pak byli v rámci inkvizice a obvinění z čarodějnictví vězněni a mučeni.

## Kořeny pronásledování čarodějnictví
Kořeny pronásledování čarodějnic sahají hluboko do starověku. Např. ve starověké Babylonii Chammurapiho zákoník stanovil při podezření z čarodějnictví ordál vodou. Podobně pronásledoval čarodějnictví také staří Asyřané, Chetité, Peršané či Indové, kteří věřili že čarodějnice mohou létat nebo posednout mrtvoly. Stejně tak se proti čarodějnickým praktikám staví Pentateuch, zvláště knihy Exodus a Deuteronomium (odtud i v pozdějších procesech užívaná zásada „Čarodějnici nenecháš naživu“ z Ex 22,17). Trestem tehdy bývalo obvykle ukamenování nebo naražení na kůl.
Řecká mytologie popisuje mnoho čarodějnic, z nich nejznámějšími byly Médeia a Kirké. Kolem roku 323 př. n. l. byla v Athénách popravena pro čarodějnictví jistá Theoris z ostrova Lémnu společně se svými dětmi. Na jejich odsouzení se podílel známý athénský řečník Démosthenés. Jedná se o nejstarší známý čarodějnický proces, z něhož se dochovaly podrobnější záznamy.
V římském právu, které se stalo také základem moderního práva, existovala také možnost potrestat osobu praktikující čarodějnictví (maleficium); jako trest byl předepsán oheň. Jednou z osobností, obviněnou v antickém Římě z čarodějnictví byl spisovatel a filosof Lucius Apuleius, který se však dokázal před soudem obhájit. Charakteristické je, že součástí obžaloby byla i absurdní udání, např. že Apuleius pitval ryby nebo že si příliš často čistil zuby. O římských čarodějnicích a jejich pronásledování vypovídá jeho slavná novela Zlatý osel. Čarodějnictví se již tehdy řadilo k nejtěžším zločinům. Římané věřili, že čarodějnice ožírají mrtvoly nebo kradou jejich orgány, mohou se proměňovat v lasičky a feny, stáhnout z nebe Měsíc nebo zastavit vítr. Proslulé byly zejména thessálské čarodějnice ze severozápadu Řecka, které uctívaly bohyni Hekaté. Zvlášť přísné zákony proti čarodějnictví vydali císařové Dioklecián nebo, již po nástupu křesťanství, Theodosius I. Prvním člověkem, který byl církevním soudem odsouzen k smrti za kacířství a čarodějnictví byl Priscillianus, biskup z Ávily, zardoušený na příkaz vzdorocísaře Magna Maxima a galských biskupů roku 385, a to i přes protesty Ambrože Milánského, papeže Siricia a Martina z Tours. Podobně pronásledovali čarodějnictví i Germáni, u nichž se trestalo většinou utopením.
K rozsáhlým čarodějnickým procesům došlo také ve starověké Číně na konci vlády císaře Wu-tiho z dynastie Chan, který v roce 91 př. n. l. kvůli noční můře nabyl dojmu, že je očarován. Vyšetřováno bylo více než 10.000 lidí a mnozí z nich byli popraveni.

## Středověké a raně novověké procesy

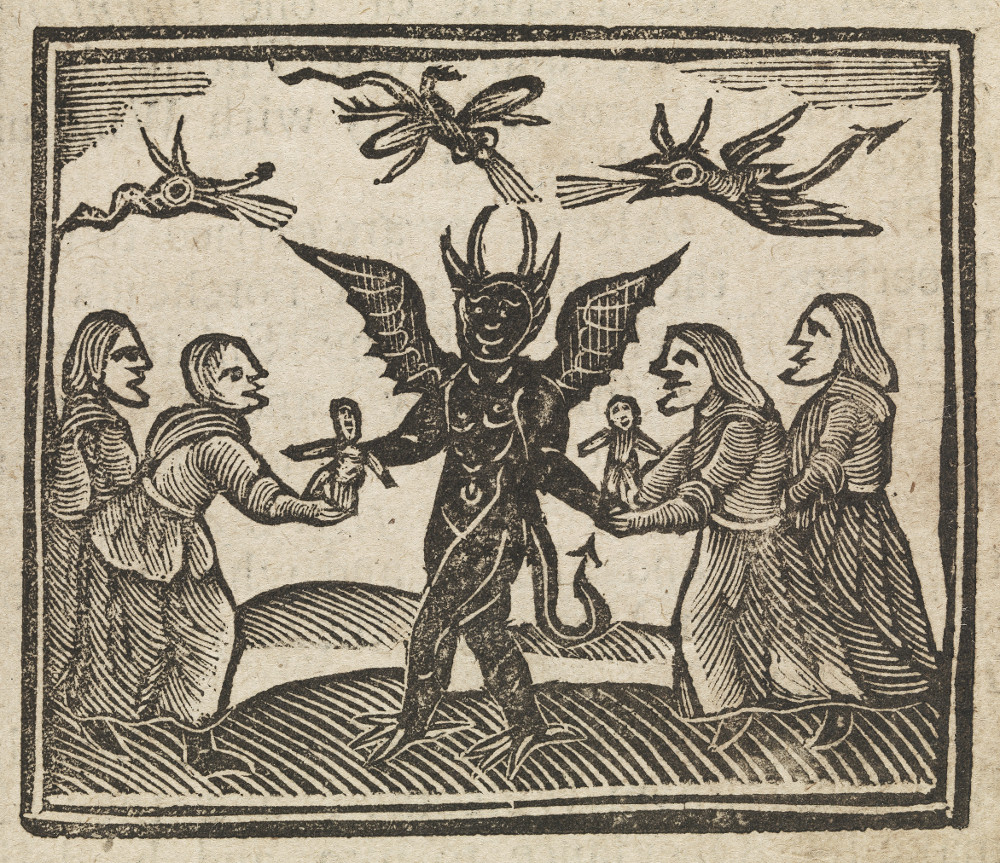
Vyobrazení ďábla a čarodějnic z konce 16. století

V raném středověku díky sv. Bonifáci a sv. Agobardu, kteří čarodějnictví považovali za pouhou pověru a iluzi, čarodějnické procesy prakticky neexistovaly. Jeden z významných středověkých papežů, Řehoř VII., tak například v 11. století zakazuje pod trestem exkomunikace dánskému králi Haraldovi zahájit proces s údajnými čarodějnicemi, které byly obviněny z katastrofálního sucha a morové nákazy. Situace se změnila kontaktem s arabským světem po křížových výpravách. V zákonících některých zemí byly tresty upálením za čarodějnictví už ve třináctém století. Ve 13. století kanonické právo trestalo míchání jedu, vytváření počasí a čarodějnictví pokáním v délce až 7 let. Až do této doby trestala církev čarodějnictví pouze církevními tresty (exkomunikace apod.), jako hlavní prvek v nich viděla asociálnost, nešlechetný úmysl. Nadále převládal názor, že čarodějnice neexistují, jak ukazují kánony biskupů Wormsu, kronika Reginona z Prümu apod. Ke změně dochází až v okamžiku, kdy bylo s čarodějnictvím nakládáno jako s kacířstvím a vyžadovalo se pro ně světské potrestání. K prvním inkvizičním procesům s čarodějnicemi došlo v Německu po roce 1230 a byl za ně zodpovědný inkvizitor Konrád z Marburku. Roku 1231 kodifikoval římskoněmecký císař Friedrich II. Sicilský ve svém zákoníku zvaném Statuta z Melfi za zločin čarodějnictví trest smrti upálením. Papež Jan XXII. vydal v roce 1326 bulu Super illius specula, v níž bylo čarodějnictví dáno do přímé souvislosti s kacířstvím a papežští inkvizitoři dostali oprávnění pronásledovat i kouzelníky a čarodějnice; zatvrzelí jedinci měli být mučeni, dokud se nedoznají. Vzhledem ke zformování pohledu na čarodějnictví jako na zločinný stav se čarodějnictví stalo smíšeným trestem (církevně-světským), čarodějnictvím se proto zabývaly i světské soudy a panovnické zákoníky. Ke skutečně masovému a celoevropskému pronásledování však došlo až na sklonku středověku, zejména koncem 15. století.
Dne 5. prosince 1484 svou bulou „Summis desiderantes affectibus“ podpořil papež Inocenc VIII. úsilí dominikánů Heinricha Kramera a Jakoba Sprengera, kteří pronásledovali čarodějnice v severním Německu. Ti pak v roce 1486 poprvé vydali knihu Malleus maleficarum (česky Kladivo na čarodějnice). Kniha nikdy nepředstavovala oficiální učení katolické církve. Podle Kladiva pocházela moc čarodějnice ze soulože s mužským démonem, jímž byl incubus; čaroděje s ženským démonem, jíž byla succubus; čarodějnice byly autory Kladiva na čarodějnice považovány za pozemské zástupce knížete zla.

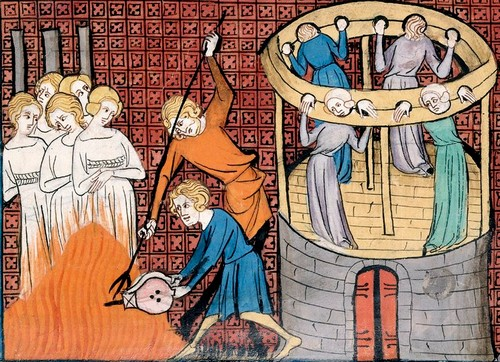
Upálení žen obviněných z čarodějnictví ve 14. století

Masovost procesů souvisela s proměnou vesnice na sklonku středověku. Už nebyla kolektivem navzájem na sobě závislých lidí, nýbrž souborem individualit, které svůj individuální neúspěch připisovaly nečistým silám. Každá čarodějnice svým sloužením magickým silám dostávala ku pomoci démona, který mohl měnit podoby, a za své služby sál čarodějnici krev z čarodějnického znaménka, které se ukázalo býti hlavním poznávacím znamením čarodějnic; ze znaménka po vpichu však krev netekla. Tato kniha měla velký vliv na obecné vnímání čarodějnictví.
Do procesního práva na místo obžaloby pod vlivem této knihy nastoupilo udavačství, průvodní řízení bylo ovládáno pomocí mučení. Vyšetřování se dělo podle schémat, která nepřipouštěla zhodnocení jednotlivých případů. Ke slovu se dostaly také zkoušky čarodějnice (jehlou, koupel čarodějnic) a také prostředky přízně (podplácení). Samotný soudní proces tak byl zcela překroucen. Ve Svaté říši římské byly pro soudní procesy směrodatné soudní hrdelní řády z roku 1507 (tzv. Bamberský) a 1532 (tzv. Carolina). Tyto zákoníky jsou již humánnější, sankcí za čarodějnictví je i nadále oheň. Rozlišovalo se mezi škodícím čarodějem (jenž ubližuje lidem a zvířatům) a neškodným; neškodlivé kouzelnictví se předkládalo úvaze soudu. Čarodějnictví se počítalo k mimořádným proviněním; obrana obviněných byla omezená. V lehčích případech jsou jako tresty uváděny mrskání, vypovězení ze země, veřejné církevní pokání, zabavení majetku.
S prvními procesy s čarodějnicemi, které je nutné pojmově oddělovat od pozdně antických a velmi raně středověkých procesů, se setkáváme od 30. let 15. století na hranicích Francie a Itálie a v západním Švýcarsku. Tyto hony na čarodějnice se postupně šíří v několika vlnách, poslední z nich pak nastává od roku 1750 v Kanadě, Nové Anglii a Mexiku. Vrchol těchto honů spadá kolem let 1450, 1480, 1530, 1550 a 1630. Na sever od Alp se prováděly čarodějnické procesy od 16. století a zpočátku je prováděly pouze světské soudy. První masovější procesy začaly v rámci rekonkvisty při vzniku Španělska spojením Kastilie a Aragonie.

## Novověké a moderní procesy

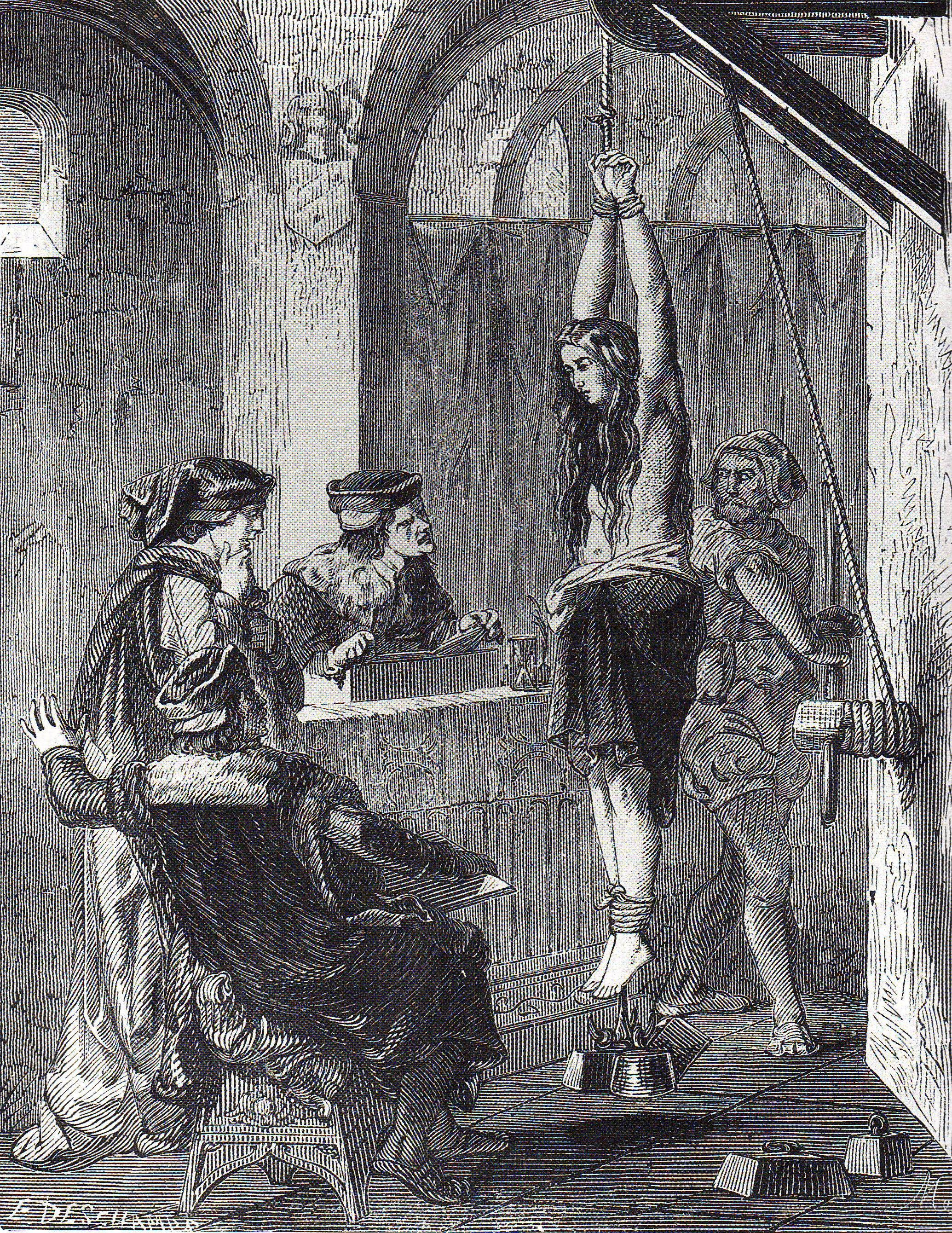
Výslech ženy obžalované z čarodějnictví za užití estrapády

Vývoj, započatý v 15. století zaznamenal největší vrchol v 16. století a 1. pol. 17. století. V existenci čarodějnic věřil i Martin Luther a jiní reformátoři. Proti čarodějnictví bojovali též ohněm. Partikulární právo protestantských knížat zahrnuje též postih čarodějnictví (např. Saská konstituce z roku 1572). Ještě bavorský trestní zákoník z roku 1751 považuje za skutečnost čarodějnickou smlouvu s ďáblem; pruské právo v této době již odsunulo čarodějnici do říše iluzí.
V době největšího štvaní proti čarodějnicím neušel pronásledování žádný věk nebo stav. Pravidelně se vytvářela tzv. střediska čarodějnictví, situovaná zvláště do horských oblastí. Žádných mezí neznaly hony na čarodějnice v Savojsku, Švýcarsku, Tyrolích, Lotrinsku a Skotsku; zahrnovala oblasti jak katolické, tak protestantské či reformované. Čarodějnictví nezřídka řešilo politické nepřátelství, osobní nenávist apod. Na katolické straně se proti čarodějnickým procesům stavěli především Friedrich Spee, A. Tanner, P. Laymann a F. Sterzinger (výrazně jsou zde zastoupeni jezuité). Na protestantské straně pak proti nim vystupují mj. J. Weyer, Anton Praetorius, B. Bekker, C. Thomasius. Osobní lékař düsseldorfského vévody Jan Wier se ve své knize O klamu démonů z roku 1562 domnívá, že čarodějnický proces vynalezl ďábel, aby zostudil křesťanství. Jezuita Friedrich Spee ironicky prohlásil, že čarodějnické procesy jsou krvavou alchymií, která vyrábí zlato z lidské krve a popela.
V procesech proti sobě stálo i masové šílenství a davová psychóza lidí a panovník (soud a císař). Ve Francii, Nizozemí a Německu se navíc o inkvizici čarodějnic nestarala církev, ale světské soudy, jak to dosvědčuje i zákoník Carolina z roku 1532, který německé zemské právní instituce v následujících staletích následují. Kdo je honem na čarodějnice vinen? Vinnými byli zjevně všichni. Někteří teologové, kteří dali tomuto blouznění teoretické základy (např. jezuita Martin Anton Delrio nebo trevírský světící biskup Peter Binsfeld), někteří mocí posedlí představitelé církve, kteří apelovali na udávání, věznění a upálení (zde neexistují výjimky ani mezi reformními humanisty – Lev X. i Hadrián VI. se stavěli proti odporu komunit a kněží, kteří odmítali inkvizici), zemští páni, kteří se snažili zamezit názoru, že víra je soukromou věcí, právníci (např. Jean Bodin, hlásající na jedné straně svobodu a toleranci pro francouzské hugenoty, ale zároveň nechal mučit děti a pozůstalé upálených odsouzených na malých hranicích alespoň půl hodiny, aby si zvykli na pekelný oheň), vinni jsou i dobře zajištění měšťané, závistiví obchodníci, udávající nemilou konkurenci.

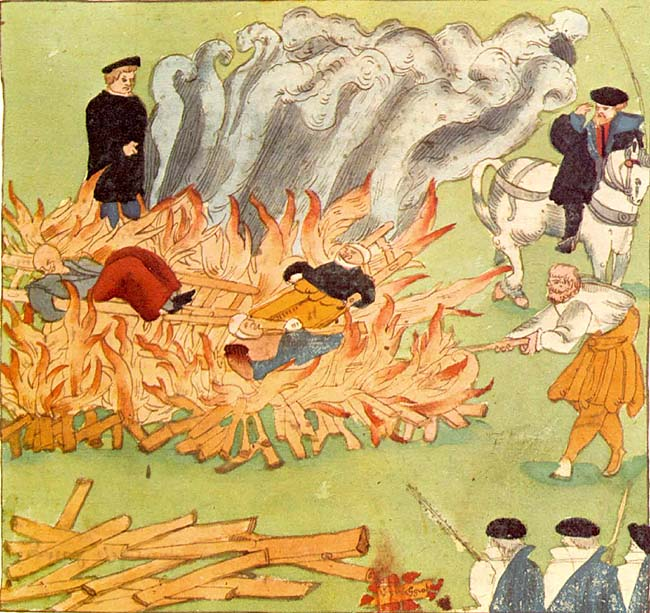
Upálení žen obviněných z čarodějnictví roku 1585 ve Švýcarsku

Novější vědecké bádání spatřuje ve výbuchu běsnění vůči čarodějnicím v 15. století nepřímý důkaz pro hluboké sociální konflikty. Někteří se také domnívají, že vrchnost ve snaze nedopřát prostým lidem více svobody posunula sociální střety na rovinu degradace náboženství a víry, na pověru a tmářství. V této době mizí pocit sounáležitosti spolu s tím, jak se obyvatelstvo z venkova stěhuje do měst a dochází k rozpadu velkorodin. Pro tuto situaci tak byla příznačná anonymita a odcizení, které vedly ke strachu a panice, kterých bylo zneužito i v případě honu na čarodějnice. 16. století je také obdobím „malé doby ledové“, kdy dochází k mnoha katastrofám a neúrodám kvůli změně klimatu; i tato skutečnost a zjevná beznaděj prostého obyvatelstva z bídy a zdražování, může částečně osvětlit, proč běsnění vůči čarodějnictví dosáhlo takové míry.
Oběti štvaní lze těžko spočítat. Roku 1595 se lotrinský generální zástupce Nicolas Remy chlubí ve svém Daemonolatriu, že poslal na hranici více než 800 odsouzených (stejně tolik lidí však mohlo prchnout a 15 jich spáchalo před rozsudkem sebevraždu). Ve Fuldě nechal Baltasar Ross popravit během tří let více než 700 domnělých čarodějnic. Čarodějnické blouznění si mezi lety 1484 a 1728 vyžádalo přes 300 tisíc lidských životů, někteří autoři však docházejí k daleko vyšším číslům.
V polovině 17. století již začínají štvavé hony na čarodějnice ustupovat, definitivně procesům odzvonilo osvícenství. V Rakousku zastavila pronásledování čarodějnic Marie Terezie.
Poslední čarodějnice na evropské pevnině byla popravena v protestantském Glaru ve Švýcarsku roku 1782. Jmenovala se Anna Göldinová. V roce 2008 ji ale parlament kantonu posmrtně rehabilitoval a její odsouzení označil za justiční vraždu.
Poslední soudní proces, kdy byla žena obviněna z čarodějnictví se konal v roce 1950 v belgickém městě Turnhout. Čarodějnicí měla být Martha Minnen, která chtěla vyvrátit pomluvy svých sousedů a požadovala náhradu škody. Její sousedé Victor a Marie Deckxové, kteří věřili na čarodějnictví, tvrdili, že ji viděli v noci běhat v podobě kocoura, chová spoustu koček, kolem padesáti, a k jejímu domu se slétá velké množství různých ptáků. Také dává neobvyklé dárky, kupř: jednomu dítěti hnízdo plné malých vrabců apod. Martha Minnen si stěžovala, že pastor odmítá její milodary a rodiče proti ní štvou své děti. Po týdenním přemýšlení Turnhoutovi soudci rozhodli, že Martha Minnen není čarodějnice a přiznali jí odškodné 80 dolarů.
Čarodějnictví a procesy s čaroději a čarodějnicemi nicméně nejsou výjimkou ani v 21. století. Jedinou zemí, jejíž zákony trestají čarodějnictví smrtí, Saúdská Arábie. K případům ilegálního pronásledování čarodějnice, které zahrnuje i lynčování nebo vraždy, lidí obviněných z čarodějnictví dochází v subsaharské Africe, například v Nigérii, Ghaně,Kamerunu, Ugandě, Tanzanii Indii a Nepálu, Papui Nové Guineji, na území Islámského státu a na Haiti.

## Procesy v českých zemích

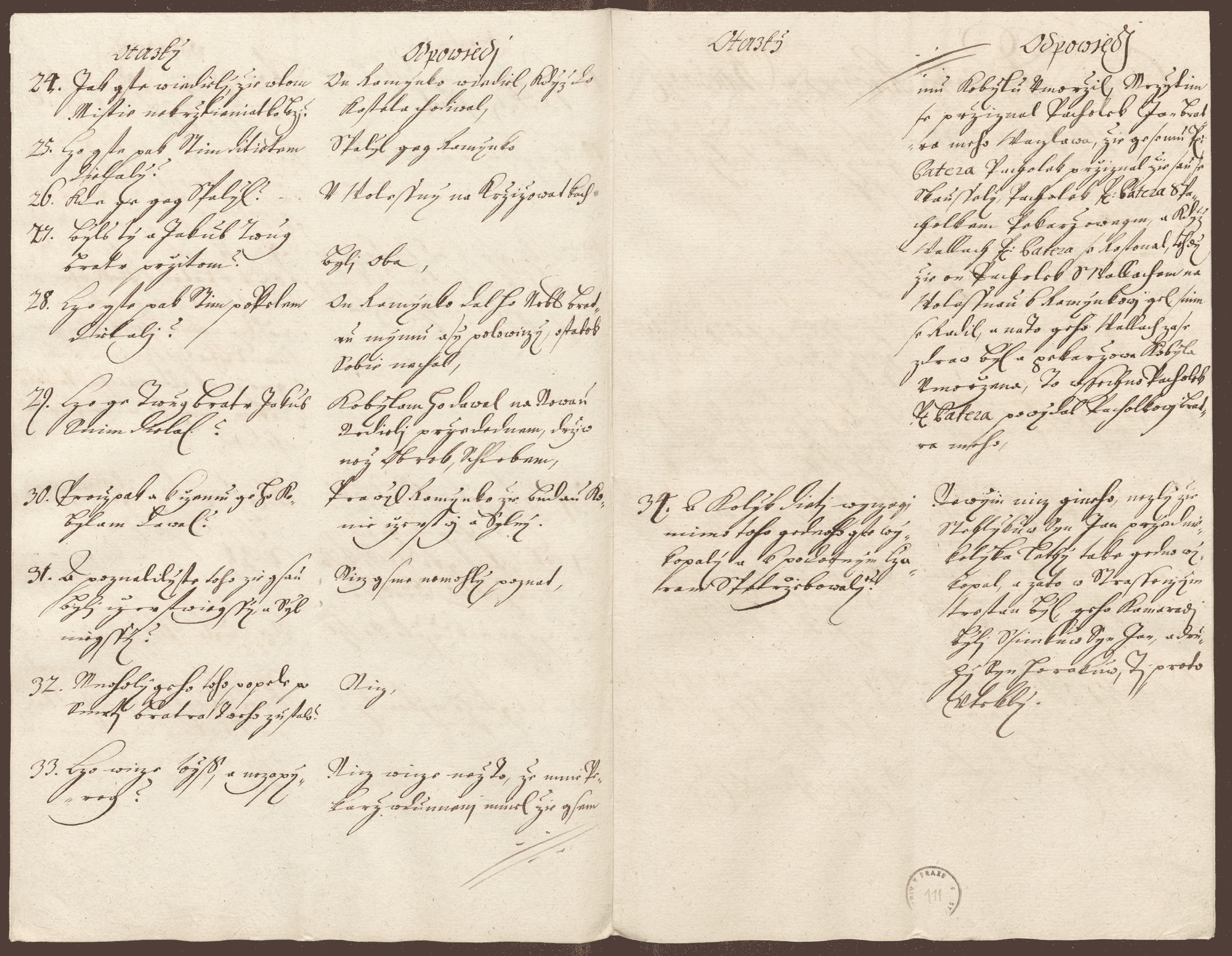
Zápis z výslechu Jana Kučery z Kněževsi, který v roce 1689 stanul před správcem panství pro podezření z čarodějnictví. (SOA Praha)

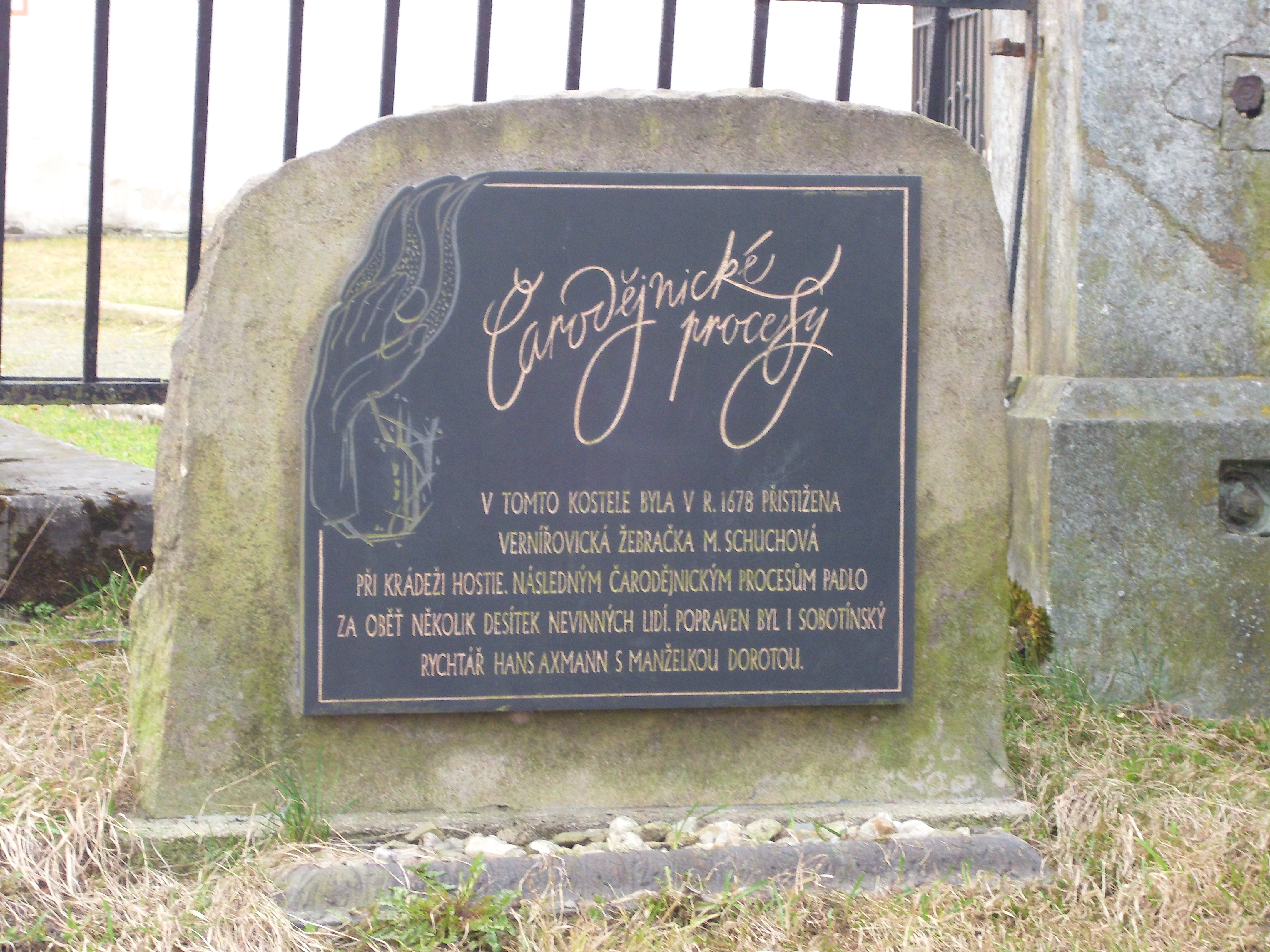
Pomník čarodějnických procesů v Sobotíně

Čarodějnické procesy byly v českých zemích ojedinělé. Jediným územím, které významněji postihly, bylo Jesenicko a Šumpersko s převládajícím německým obyvatelstvem, které sousedilo se Slezskem; odtud na naše území pronikala pověra o moci čarodějnic. Během 17. století zde bylo upáleno asi dvě stě lidí. Známý je případ Jindřicha Bobliga z Edelstadtu, který, podobně jako několik dalších osob, zneužil svého postavení světského soudce a vynucoval torturou doznání ke smyšleným zločinům. Šumperský děkan Kryštof Alois Lautner vystoupil jakožto zástupce církve na obranu čarodějnic, avšak sám roku 1685 skončil na hranici. Velmi negativní roli v celém případu ovšem sehrál Lautnerův představený, olomoucký biskup Karel II. z Lichtensteinu-Castelcorna, který Lautnera Bobligovi vydal. K posledním procesům došlo v Šumperku roku 1696. Tyto procesy zachycuje též známý historický román Václava Kaplického Kladivo na čarodějnice, podle něhož byl natočen stejnojmenný film.